# ジョージ・クルース・マクギー

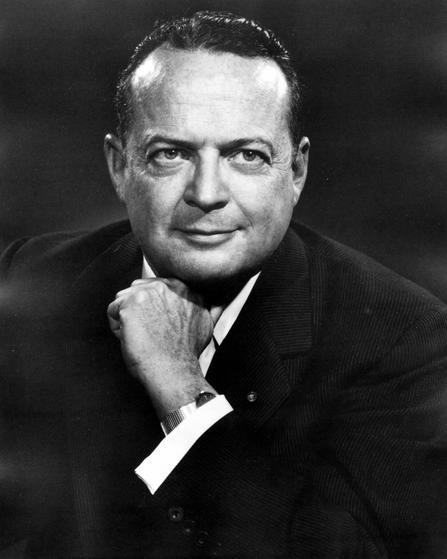
ジョージ・クルース・マクギー

ジョージ・クルース・マクギー（George Crews McGhee, 1912年3月10日 - 2005年7月4日）は、アメリカ合衆国の外交官。

## 生涯
1912年にテキサス州ウェーコで誕生。1933年にオクラホマ大学で地質学の学士号を取得。1937年にオックスフォード大学クイーンズ・カレッジで博士号を取得。
1949年から1951年まで国務次官補（近東・南アジア・アフリカ担当）。1952年から1953年まで駐トルコ大使。
1961年に国務省参事官および国務省政策企画本部長。1961年から1963年まで国務次官（政治担当）。1963年から1968年まで駐西ドイツ大使。1968年から1969年まで無任所大使。